# 神戸市水の科学博物館
神戸市水の科学博物館（こうべしみずのかがくはくぶつかん）は兵庫県神戸市兵庫区にある科学館。

## 概要
六甲山の麓、緑に囲まれて建つドイツルネサンス様式の東西50mに及ぶ白亜の館は、1917年（大正6年）竣工の「奥平野浄水場旧急速濾過場上屋」で、その風格ある外観から、戦前の都市政策における水道事業の重要性を慮ることができる。奥平野浄水場は神戸市水道創設時の浄水場であり1900年（明治33年）には付近の布引貯水池（布引ダム）、烏原貯水池などの水源を浄化の上、市内への給水を開始している。また1919年（大正8年）に完成した神戸市北区の千苅ダムから、延々30km以上の送水管（神戸水道）の終着点でもあった。
日本建築学会からの保存要請を受けて、1990年（平成2年）に、この館の保存活用を目的とする神戸市水道給水開始90周年を記念した「水」をテーマとする科学館「神戸市水の科学博物館」として公開した。
館内には、3D映像と噴水を融合させた劇場「ハイブリッド3Dシアター」や「水のサーカス」、「アクアカッター（高水圧切断機）」、「アクアサロン（図書室）」等があり、楽しみながら水の科学や水の重要性について理解を深めることができる。また、館内に収蔵・展示されている阪神・淡路大震災の被災水道管は、2018年に「阪神・淡路大震災による被災構造物群」の一部として土木学会選奨土木遺産に選ばれる
前庭には、各展覧会入賞の立体造形作品が展示されている。
神戸市は体験型の展示が多く、新型コロナウイルスの感染防止が難しいと判断したため、2020年9月末日休館(閉館)した。

## 施設
- 水と環境・生命のゾーン
- 水とくらしのゾーン
- ウォーターサイエンスゾーン
- テーマシアター ― ハイブリッド3Dシアター
- アクアサロン ― 図書室、ビデオ鑑賞コーナー

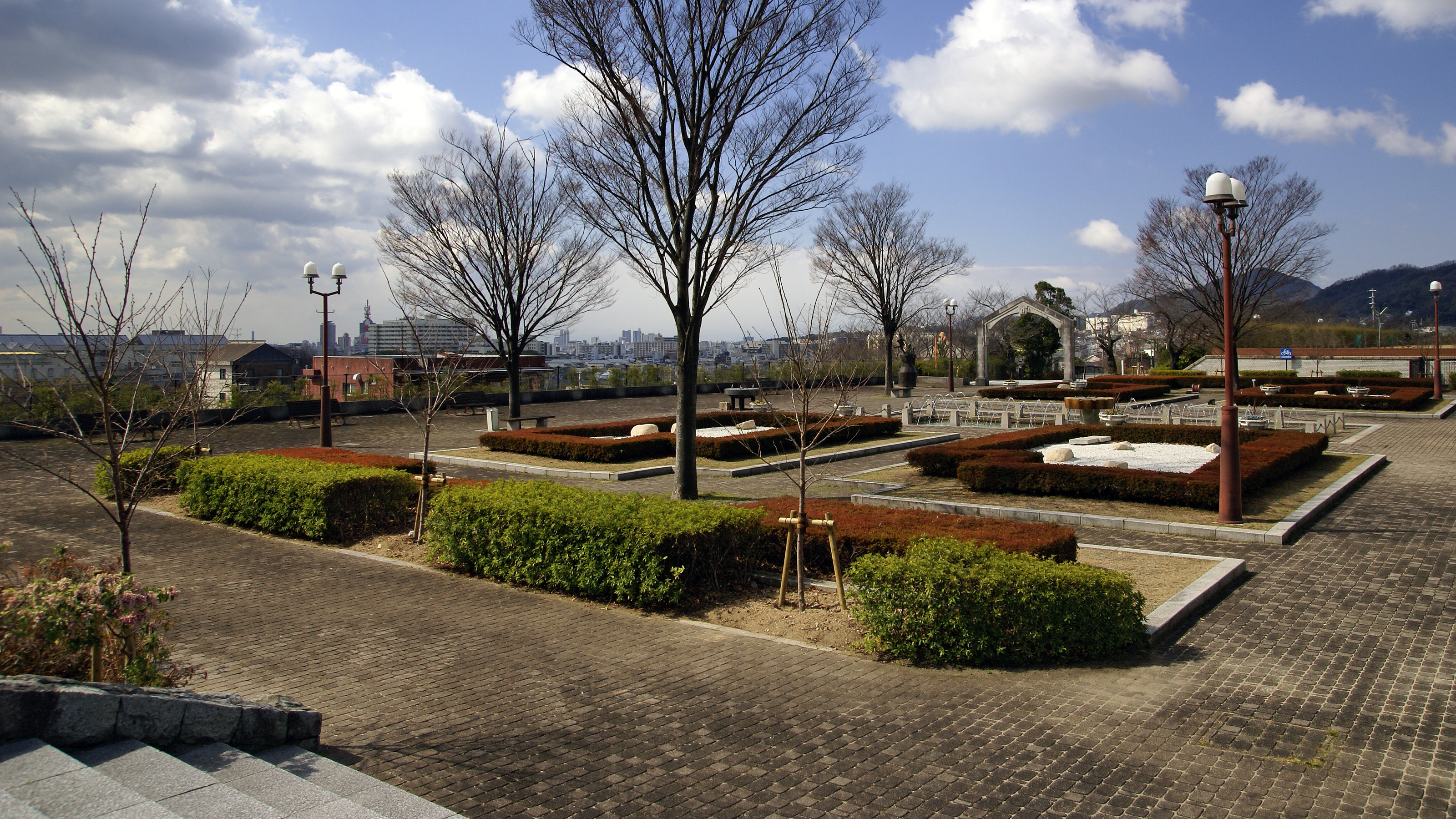
前庭
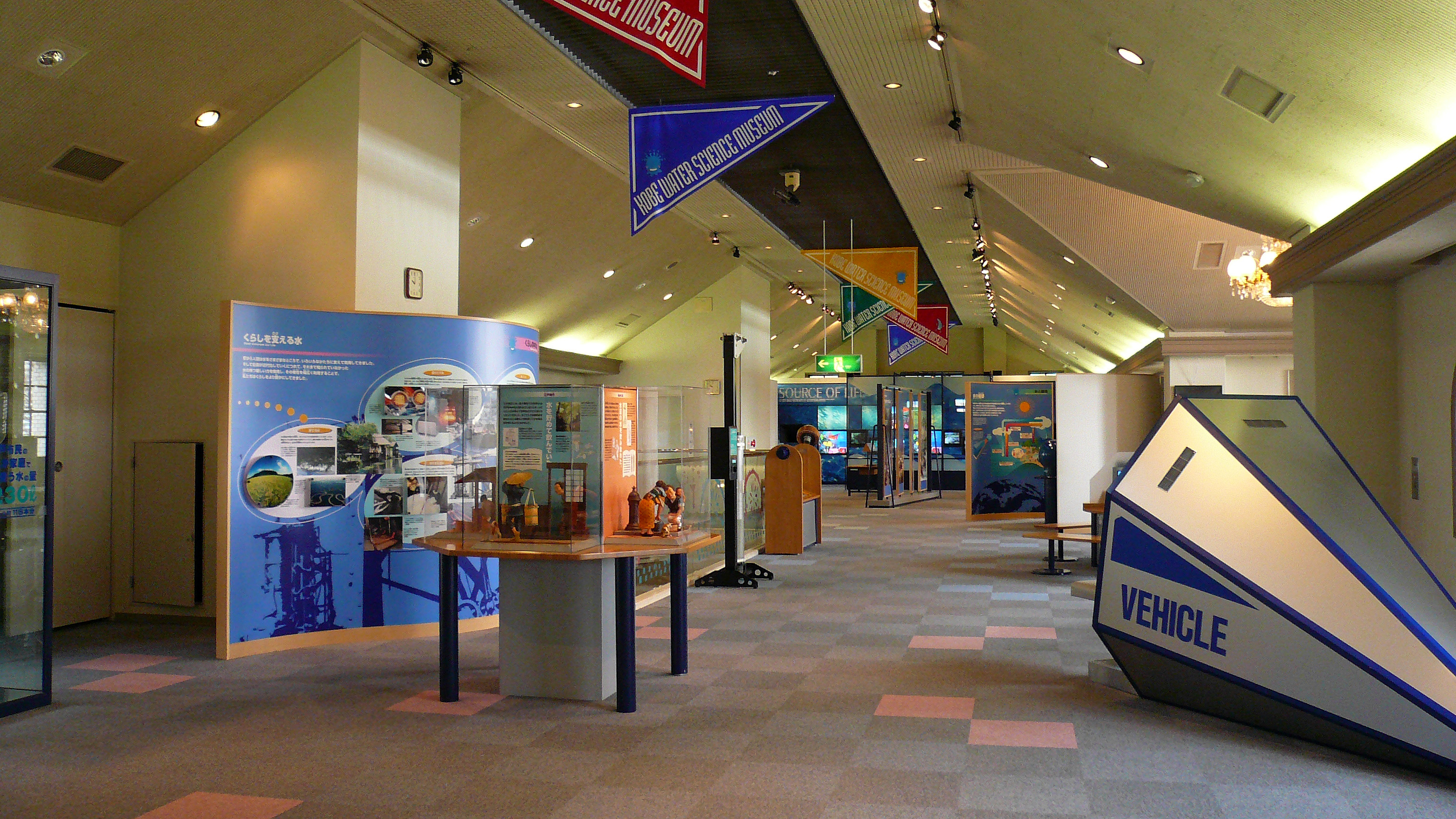
2F館内
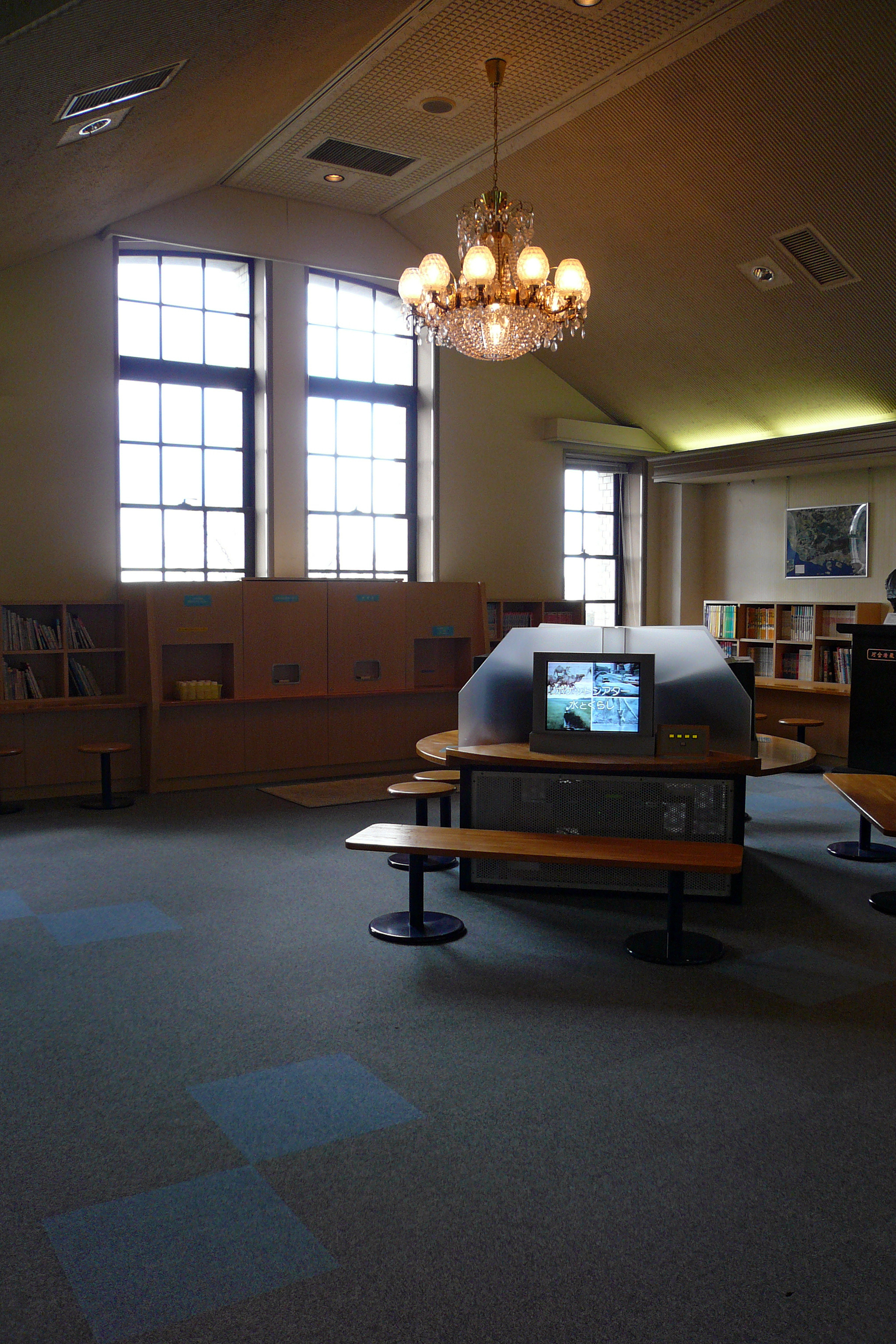
2F図書コーナー
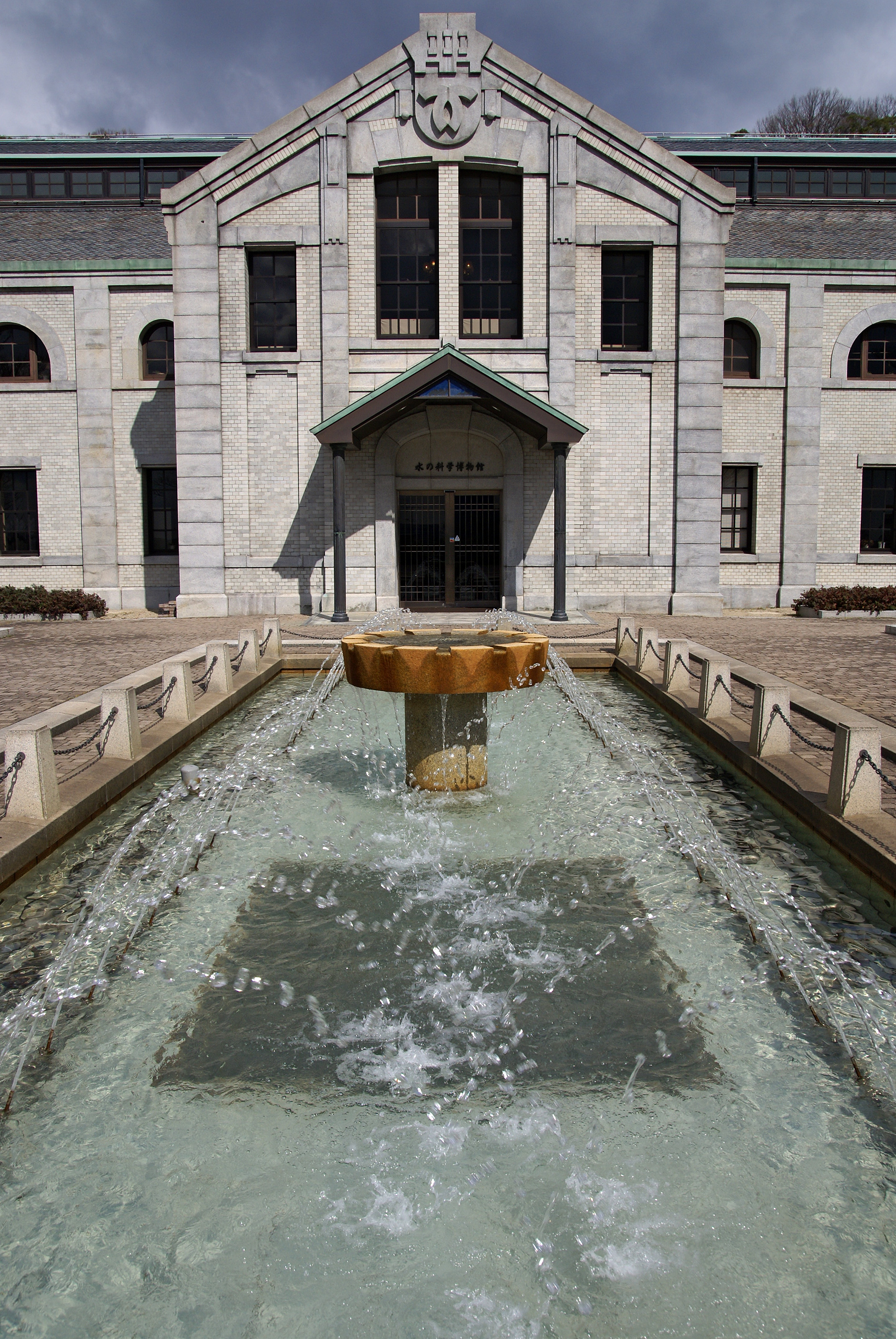
玄関前の噴水

## 建築概要
- 設計― 河合浩蔵
- 構造― 煉瓦造
- 竣工― 1917年
- 延床面積 ― 1,098m2（博物館部分）

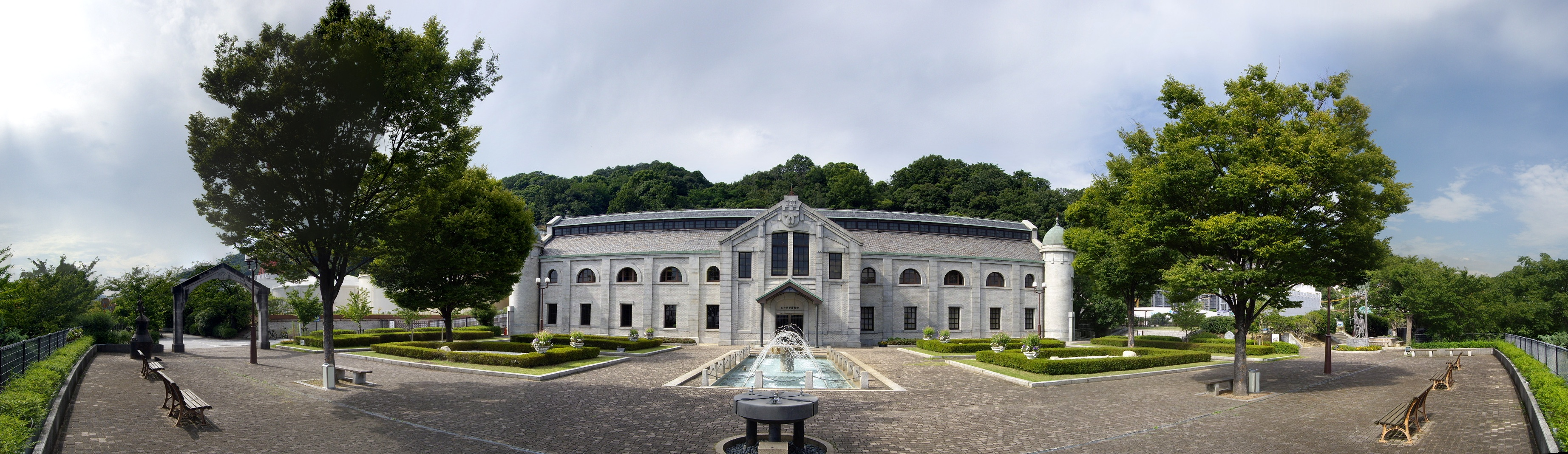
パノラマ

- 所在地― 〒652-0004 兵庫県神戸市兵庫区楠谷町37番1号
- 受賞― BELCA賞（1995年）、神戸市建築文化賞（1990年）
- 国の登録有形文化財（1998年登録）、神戸市の景観形成重要建築物等

## 交通アクセス
- 神戸市営地下鉄西神・山手線 県庁前駅　徒歩15分
- 神戸市営地下鉄山手線 大倉山駅　徒歩15分
- 神戸市営バス7系統 楠谷町　下車すぐ